# Цевьё
Цевьё — передняя часть ружейной ложи, закрывающая ствол полностью или частично. 
Может быть выполнено как элемент цельной ложи или как отдельная деталь. Цевьё с жёлобом для помещения ствола предохраняет его от прогиба и даёт возможность держать ружьё при большом холоде и при частой стрельбе, когда ствол сильно нагревается.
Изготовляется из дерева, пластмассы и металла.
Назначение цевья:
- Удобство удержания оружия. При стрельбе из ружей, винтовок и карабинов цевьё служит для удобного удержания оружия, предохраняет руку стрелка от соприкосновения с разогретым стволом[2];
- База для установки дополнительных аксессуаров (фонарей, лазерных целеуказателей, передних рукояток, антабок и прочего). Для этого цевья имеют различные виды рельсового крепления (планки Пикатинни/Вивер, направляющие Базис).

В помповых ружьях скользящее цевьё является также органом перезарядки.

## Галерея

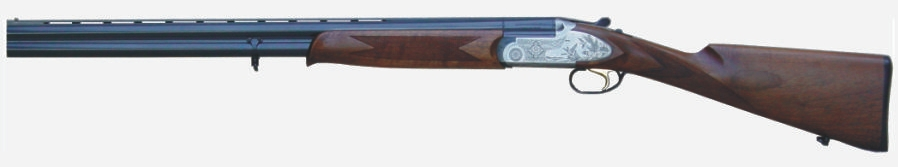
Цевьё охотничьего ружья, как правило, выполнено отдельно от приклада.
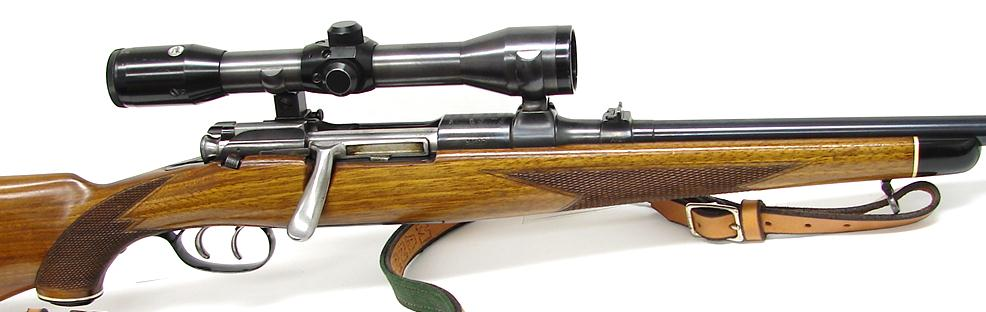
Цельная ложа — приклад с цевьём составляют одно целое.
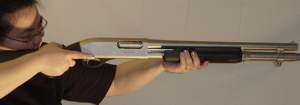
Стрельба из помпового ружья с подвижным цевьём.
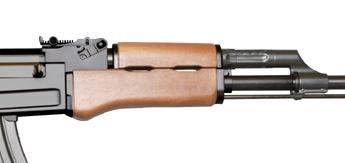
Цевьё автомата Калашникова.
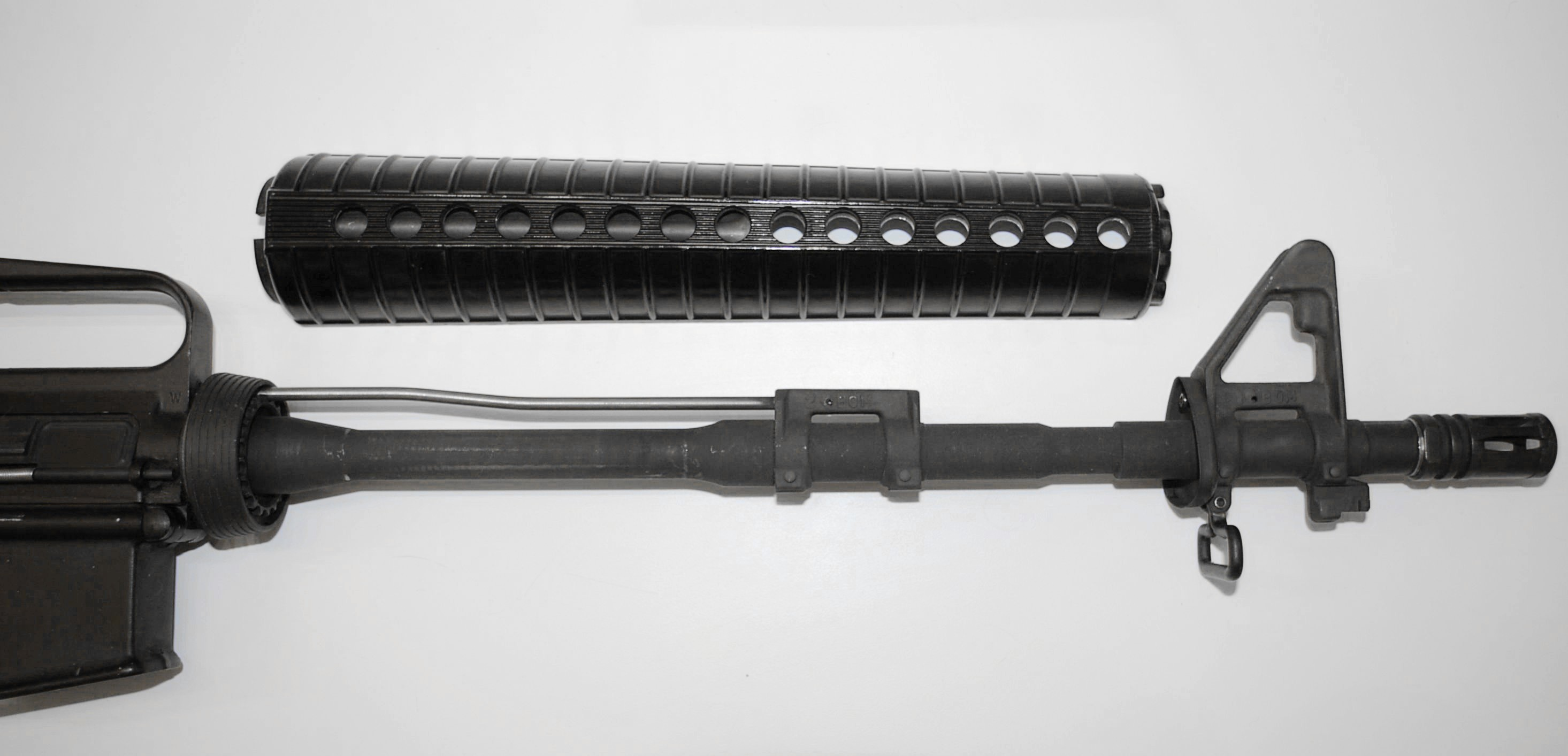
Цевьё отделено от оружия.